# Monochaetiellopsis themedae
Monochaetiellopsis themedae är en svampart som först beskrevs av M. Kandasw. & Sundaram, och fick sitt nu gällande namn av B. Sutton & DiCosmo 1977. Monochaetiellopsis themedae ingår i släktet Monochaetiellopsis, ordningen disksvampar, klassen Leotiomycetes, divisionen sporsäcksvampar och riket svampar.   Inga underarter finns listade i Catalogue of Life.